# Brad Friedel
Bradley Howard Friedel (Lakewood, Ohio; 18 de mayo de 1971), conocido como Brad Friedel, es un entrenador de fútbol y futbolista retirado estadounidense. 
Como futbolista jugó como portero, y su último club  fue el Tottenham Hotspur en la Premier League inglesa.
Friedel fue internacional con la selección de los Estados Unidos entre 1992 y 2005, habiendo jugado 82 partidos y representado a su país en las Copas del Mundo de 1994, 1998 y 2002 y los Juegos Olímpicos 1992 y 2000. A nivel de clubes, Friedel ha tenido una larga y notable carrera en Europa, en particular en la Premier League de Inglaterra, donde actualmente tiene el récord del mayor número de partidos consecutivos jugados en la liga con 320.

## Juventud
Friedel nació en Lakewood, Ohio y creció en Bay Village, en donde fue a la Escuela Primaria Westerly, Bay Middle School y la Secundaria Bay. Friedel jugó varios deportes mientras estaba en colegio, entre ellos fútbol, baloncesto y tenis, siendo excelente en los tres. Fue elegido como el Mejor Atleta del Año en la Secundaria Bay en 1989. También fue seleccionado All-State en Ohio y fue invitado a probarse con el equipo de baloncesto de UCLA en 1990. Comenzó jugando fútbol como delantero antes de convertirse en portero. Friedel se graduó de Bay High en 1989.  Fue inducido en el Salón de la Fama de la Secundaria Bay en 2007.
Friedel jugó al fútbol universitario en la Universidad de California en Los Ángeles (UCLA). En 1990, se coronó campeón del Campeonato de la NCAA como portero de los Bruins. Fue seleccionado al equipo estelar de la División I en 1991 y 1992 y ganó el Trofeo Hermann en 1992 como el mejor jugador universitario. La revista SoccerAmerica incluyó a Friedel en el Equipo Universitario del Siglo.

## Trayectoria

### Como jugador

#### Inicios
Friedel dejó UCLA en 1993 para convertirse en profesional. Uno de sus primeros intentos por jugar en Inglaterra se vio frustrado en 1993 cuando el gobierno del Reino Unido le negó el permiso de trabajo para unirse al Nottingham Forest. Ante esta negativa, Friedel firmó un contrato con la Federación de Fútbol de los Estados Unidos (USSF) para jugar exclusivamente con la selección nacional como preparación para la Copa Mundial de Fútbol de 1994. Luego del torneo, Friedel continuó buscando un club profesional.
En mayo de 1994 fue fichado por el entrenador del Newcastle United, Kevin Keegan, pero una vez más se le negó el permiso de trabajo. Mientras esperaba la aprobación de las autoridades británicas, practicó con Newcastle como un jugador cedido por la USSF. Cuando su permiso de trabajo no fue aprobado, Friedel negoció ser traspasado en calidad de préstamo de la USSF al Brøndby IF la SuperLiga Danesa. Se quedó con el club por varios meses en 1995, como respaldo de Mogens Krogh, sin jugar ningún partido. Friedel estuvo con el Brøndby hasta que regresó a los Estados Unidos para volver a reunirse con la selección, la cual se estaba preparando para U.S. Cup de 1995 y la Copa América.
Luego de los dos torneos, Friedel intentó unirse a un club inglés por tercera vez, esta vez el Sunderland. Sin embargo, cuando Friedel nuevamente no pudo recibir un permiso de trabajo para el Reino Unido, su agente negoció una transferencia por $1.1 millones de la USSF al Galatasaray de Turquía. En ese entonces, Galatasaray era dirigido quien sería el futuro entrenador de Friedel en el Blackburn, Graeme Sousness. En julio de 1996, luego de concluida la temporada del fútbol turco, Friedel fue traspasado el Columbus Crew de la MLS. Como llegó en medio de la temporada, en un principio fue el suplente del portero titular Bo Oshoniyi, pero para el final de la temporada había jugado nueve partidos, en los cuales sólo concedió 7 goles. En febrero de 1997, firmó un contrato por tres años con el Crew y fue nombrado titular. Esa temporada formó parte del Equipo Estelar de la MLS y fue nombrado Portero del Año.

#### Liverpool
Friedel fue fichado por el Liverpool Football Club por 1.7 millones de libras en 1997. El 23 de diciembre de 1997, Liverpool logró asegurar su permiso de trabajo en una apelación luego de que la primera solicitud fuese negada. Hizo su debut ante el Aston Villa el 28 de febrero de 1998. Aunque en un principio tuvo éxito con los Rojos, poco después tuvo problemas para asentarse como titular, pasando la mayoría de los tres años siguientes en el club detrás de David James y luego Sander Westerveld.

#### Blackburn Rovers

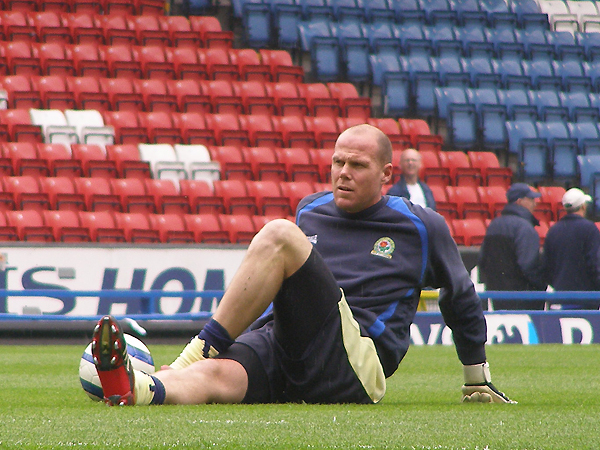
Friedel calentando con el Blackburn Rovers.

Fue fichado por el Blackburn Rovers por Graeme Souness como agente libre en noviembre de 2000 luego de que obtuviese su permiso de trabajo. Friedel tuvo buenas actuaciones desde que se unió al club en la temporada en la que lograron el ascenso a la Premier League. Su rendimiento ayudó a asegurar el regreso del Blackburn a la primera división y ayudaron a mantener al club allí durante los tres años que le siguieron.

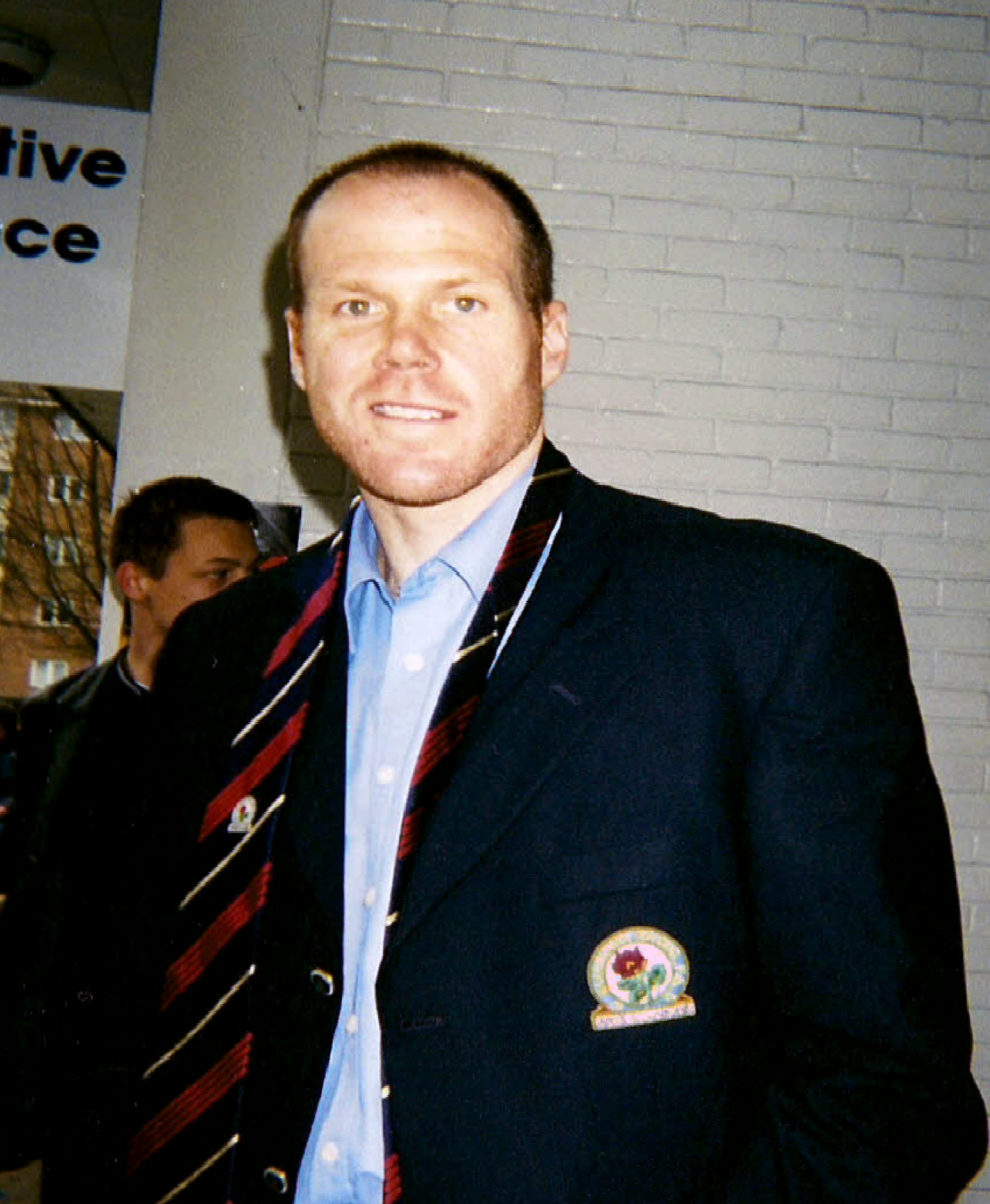
Friedel afuera de Loftus Road luego de un partido entre Queens Park Rangers y Blackburn Rovers el 7 de abril de 2001.

Entre las actuaciones más memorables de Blackburn están un partido contra el Tottenham Hotspur en la final de la Football League Cup a principios de 2002 donde fue nombrado Jugador del Partido. En una victoria 2-1 sobre el Arsenal en Highbury, Friedel hizo varias atajadas enormes y solo pudo ser vencido por un tiro libre que fue desviado en un jugador. Una impresionante actuación como visitante ante el Southampton hicieron que Gordon Strachan lo comparase con Superman, "Friedel se debe haber cambiado en una cabina telefónica. No me sorprendería que cuando se saque su camisa tenga una camiseta azul con una 'S' debajo".
Al final de la temporada 2002/03, las 15 porterías imbatidas de Friedel le valieron el premio al Jugador del Año en Blackburn al igual que haber sido seleccionado al Equipo Estelar de la Premier League. El 21 de febrero de 2004, en un partido como visitante ante el Charlton Athletic, Friedel anotó un gol en una jugada abierta en el minuto 90 luego de un tiro de esquina. El gol de Friedel empató el partido 2-2, pero segundos más tarde Charlton anotó nuevamente gracias a Claus Jensen y terminó ganando el partido 3-2.
Se convirtió en el segundo portero en la historia de la Premier League en anotar un gol luego de que Peter Schmeichel lo hiciera con el Aston Villa en 2001. Otro momento memorable para Friedel con el Blackburn vino contra el Sheffield United el 9 de septiembre de 2006 por la Premier League. Friedel atajó dos penales e tuvo varias atajadas importantes, ganándose el premio al Jugador del Partido.
Friedel extendió su contrato con Blackburn Rovers el 14 de abril de 2006, indicando su amor por el club como una de las razones. Dos años después, el 5 de febrero de 2008, volvió a extender su contrato con el Rovers indicando que estaba "encantado de haber extendido el contrato. No fue una decisión difícil. Blackburn Rovers es mi hogar. Este es mi club y tengo una afinidad especial con él." No obstante, al final de la temporada se uniría al Aston Villa.

#### Aston Villa

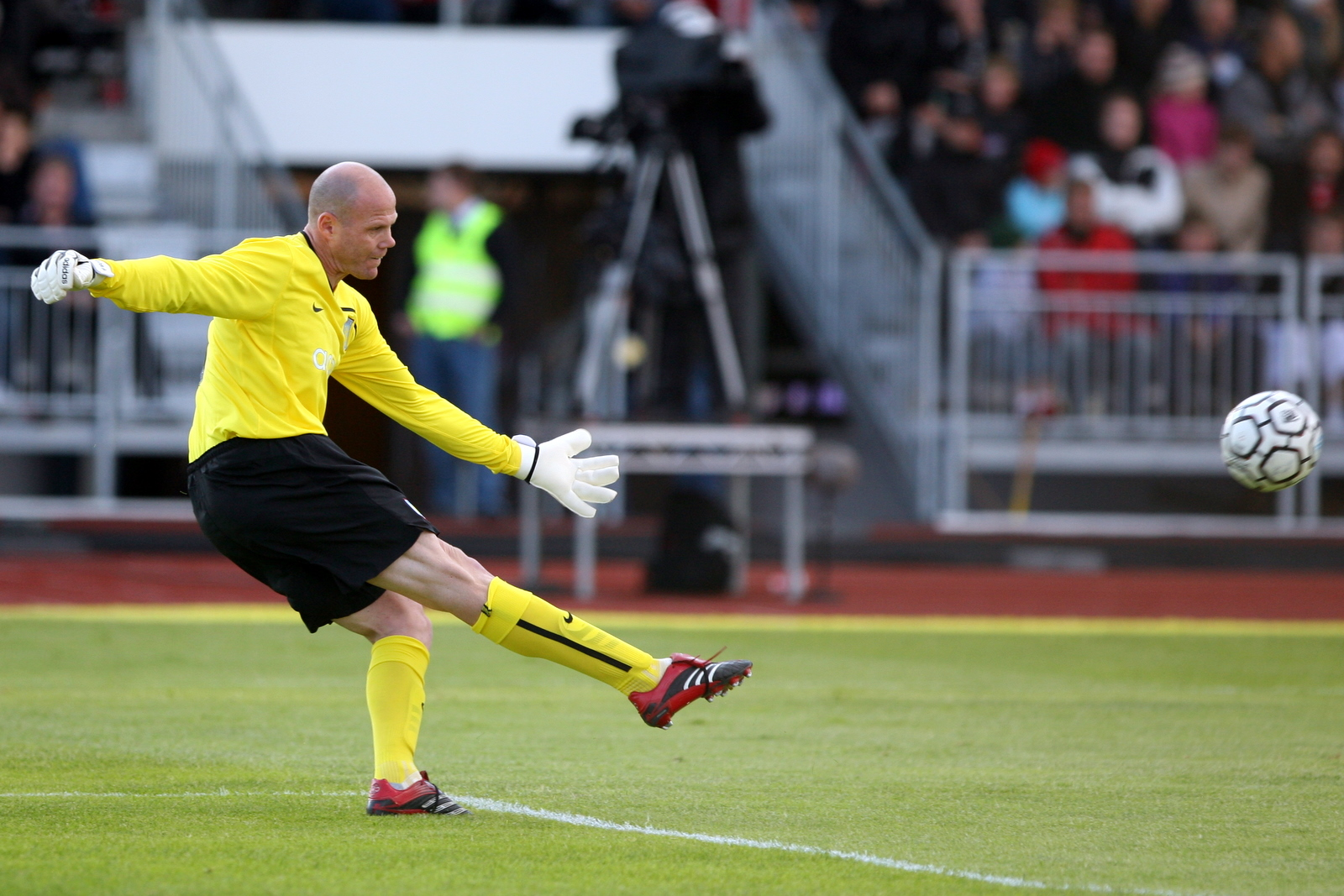
Friedel jugando para el Aston Villa.

Friedel había pedido permiso al Blackburn Rovers para dejarle ponerse en contacto con el Aston Villa si se aceptaba una oferta, teniendo además al Manchester City supuestamente interesado en fichar al portero estadounidense. El club aceptó una oferta por Friedel, la cual se cree estaba en los 2.5 millones de libras, sujeto a que al club le acepten una oferta por un portero de reemplazo.
Aston Villa estuvieron en charlas con Brad Friedel el 25 de julio. Friedel firmó un contrato por tres años con el Aston Villa el día después. Friedel fue presentado en el mediotiempo durante un partido de la Copa Intertoto contra el Odense.
Hizo su debut contra el Reading FC el 2 de agosto en el Madejski Stadium. Tan solo a diez minutos del comienzo del partido los locales fueron otorgados un penal, el cual Friedel luego atajó. Su debut competitivo llegó en la segunda fase clasificatoria de la Copa UEFA, en el partido de ida ante el FH Hafnarfjörður en Islandia. El Villa ganó el partido 4-1. Friedel debutó en la Premier League con el Villa el 17 de agosto de 2008, el primer partido de la temporada, en el cual el Villa venció al Manchester City 4-2 como local.
Friedel rompió el récord de mayor cantidad de partidos consecutivos jugados en la Premier League por un jugador el 30 de noviembre de 2008 luego de completar su partido número 167 en un empate 0-0 ante el Fulham FC. Esa misma temporada fue expulsado en Anfield en un partido contra su anterior club, el Liverpool FC, por el árbitro Martin Atkinson. Liverpool recibió un penal y fue convertido por Steven Gerrard ante el segundo portero del Villa, Brad Guzan. La tarjeta roja de Friedel, la cual había sido recibida el domingo anterior, fue revocada por la FA el 24 de marzo, lo que significó que Friedel pudo continuar con su racha de partidos consecutivos en la Premier League. El 16 de enero de 2011 jugó su partido consecutivo de liga número 250.
El 1 de febrero de 2011, Friedel se convirtió en el jugador más viejo en la historia en jugar para el Aston Villa luego de la derrota 1-3 ante el Manchester United.

#### Tottenham Hotspur
Luego de que su contrato con el Villa expirara al final de la temporada 2010/11, Friedel fichó por dos años con el Tottenham Hotspur como el 3 de junio de 2011. El 22 de agosto de 2011, Friedel fue titular con el Tottenham en Old Trafford ante el Manchester United, luego de que el primer partido de la temporada haya sido postergado debido a los disturbios en el norte de Londres. Esto ayudó a que Friedel extendiera su récord de partidos jugados en la Premier League luego de su transferencia desde el Aston Villa. En la campaña 2011/12, Friedel se convirtió en el portero de mayor edad en jugar un partido de la Premier League.
Friedel retuvo su rol de titular a los 41 años al inicio de la temporada 2012/13, pese a que el club fichó al internacional francés Hugo Lloris del Olympique Lyonnais por más de 10 millones de libras. Continuó su racha de partidos consecutivos jugados en la Premier League en las siguientes fechas, y el 24 de septiembre de 2012, el técnico de los Spurs, Andre Villas-Boas, volvió a confirmar que Friedel continuaba siendo el portero número uno del club.
La racha de 310 (otras fuentes indican 320) partidos consecutivos jugados como titular en la Premier League de Friedel desde mayo de 2004 llegó a su fin el 7 de octubre de 2012, cuando Hugo Lloris fue seleccionado por André Villas-Boas como el portero titular para el partido ante el Aston Villa.
Friedel anunció su retiro del fútbol profesional el 14 de mayo de 2015, una vez concluya la temporada 2014-15 de la Premier League a sus 44 años.

### Como entrenador
En diciembre de 2014 se anunció que Brad Friedel participaría como parte del cuerpo técnico de la selección estadounidense sub-20 en el mes de enero de 2015.
El 9 de noviembre de 2017, Friedel fue nombrado nuevo entrenador del New England Revolution, reemplazando al despedido Jay Heaps.

## Clubes

### Como jugador
| Club              | País           | Año       |
| ----------------- | -------------- | --------- |
| Brøndby IF        | Dinamarca      | 1994      |
| Galatasaray       | Turquía        | 1995      |
| Columbus Crew     | Estados Unidos | 1995-1997 |
| Liverpool FC      | Inglaterra     | 1997-2000 |
| Blackburn Rovers  | Inglaterra     | 2000-2008 |
| Aston Villa       | Inglaterra     | 2008-2011 |
| Tottenham Hotspur | Inglaterra     | 2011-2015 |

### Como entrenador
| Club                                   | País           | Año       | PJ | PG | PE | PP | Efectividad |
| -------------------------------------- | -------------- | --------- | -- | -- | -- | -- | ----------- |
| Selección sub-20 de los Estados Unidos | Estados Unidos | 2016-2017 |    |    |    |    |             |
| New England Revolution                 | Estados Unidos | 2017-2019 | 47 | 12 | 13 | 22 | 34.75%      |

## Selección nacional
Desde el inicio de su carrera, Friedel fue un importante miembro de la selección de fútbol de los Estados Unidos. Actualmente es el tercer portero con más partidos jugados con la selección mayor, por detrás de Kasey Keller y Tony Meola, con 82 presentaciones. Debutó con la selección absoluta sin recibir goles, en un amistoso frente a Canadá en 1992. Fue el arquero titular de Estados Unidos en los Juegos Olímpicos de Barcelona 1992; pero no pudo quitarle el puesto de titular a Tony Meola durante la Copa Mundial de Fútbol de 1994. Su oportunidad llegó en la Copa Mundial de Fútbol de 1998, siendo suplente de Keller, pero debutando en el tercer y último partido de fase de grupos, cuando hizo su debut y concedió el único gol del partido en el encuentro ante Yugoslavia. Hizo justicia a su creciente reputación durante la Copa Mundial de Fútbol de 2002, cuando los Estados Unidos lograron sorprender y avanzaron a los cuartos de finales, incluyendo una victoria 3-2 sobre Portugal en la fase de grupos y una victoria 2-0 en octavos de final contra su archirrival México, antes de caer por la mínima diferencia ante Alemania (los eventuales subcampeones). También se convirtió en el primer portero en atajar dos penales durante el tiempo reglamentario (a diferencia de las definiciones desde el punto penal) en una Copa Mundial desde 1974. Los hinchas le apodaron "La Muralla Humana" por su espectacular actuación en la Copa Mundial de 2002.
Friedel anunció su retiro de la selección nacional el 7 de febrero de 2005.

## Controversia con Tim Howard
En diciembre de 2014, Tim Howard, portero de la selección estadounidense al igual que Friedel lo fue en su momento, acusó a Friedel en su autobiografía de haber intentado activamente bloquear la obtención del permiso de trabajo para el Reino Unido de Howard para que se pudiera unir al Manchester United. Friedel negó categóricamente que esto haya sucedido y demandó una disculpa por parte de Howard. La Professional Footballers Association de Inglaterra corroboró la historia de Friedel en un comunicado, indicando que él nunca intentó bloquear la postulación de Howard a su permiso de trabajo. Días después, Howard retractó lo dicho sobre Friedel y aseguró que dichas declaraciones serían retiradas de subsiguientes ediciones del libro.

### Participaciones en Copas del Mundo
| Mundial                        | Sede                  | Resultado        |
| ------------------------------ | --------------------- | ---------------- |
| Copa Mundial de Fútbol de 1994 | Estados Unidos        | Octavos de final |
| Copa Mundial de Fútbol de 1998 | Francia               | Primera fase     |
| Copa Mundial de Fútbol de 2002 | Corea del Sur y Japón | Cuartos de final |

## Estadísticas
Actualizado el 6 de diciembre de 2012.
| Club | Div           | Temporada     | Liga (1) | Liga (1) | Liga (1) | Copas nacionales(2) | Copas nacionales(2) | Copas nacionales(2) | Torneos internacionales(3) | Torneos internacionales(3) | Torneos internacionales(3) | Total | Total | Total |
| Club | Div           | Temporada     | Part.    | GC       | VI       | Part.               | GC                  | VI                  | Part.                      | GC                         | VI                         | Part. | GC    | VI    |
| --- | ------------- | ------------- | -------- | -------- | -------- | ------------------- | ------------------- | ------------------- | -------------------------- | -------------------------- | -------------------------- | ----- | ----- | ----- |
| Brondby IF(4) a préstamo de la USSF Dinamarca |               |               |          |          |          |                     |                     |                     |                            |                            |                            |       |       |       |
| 1.ª | 1994/95       | 10            | 0        | 0        | 0        | 0                   | 0                   | -                   | -                          | -                          | 10                         | 0     | 0     |       |
| Total club | Total club    | 10            | 0        | 0        | 0        | 0                   | 0                   | -                   | -                          | -                          | 10                         | 0     | 0     |       |
| Galatasaray(4) Turquía | 1.ª           | 1995/96       | 30       | 0        | 0        | 0                   | 0                   | 0                   | 0                          | 0                          | 0                          | 30    | 0     | 0     |
| Galatasaray(4) Turquía | Total club    | Total club    | 30       | 0        | 0        | 0                   | 0                   | 0                   | 0                          | 0                          | 0                          | 30    | 0     | 0     |
| Columbus Crew Estados Unidos | 1.ª           | 1996          | 12       | 14       | 4        | 0                   | 0                   | 0                   | -                          | -                          | -                          | 12    | 14    | 4     |
| Columbus Crew Estados Unidos | 1.ª           | 1997          | 33       | 40       | 8        | 0                   | 0                   | 0                   | -                          | -                          | -                          | 33    | 40    | 8     |
| Columbus Crew Estados Unidos | Total club    | Total club    | 45       | 54       | 12       | 0                   | 0                   | 0                   | -                          | -                          | -                          | 45    | 54    | 12    |
| Liverpool Inglaterra |               |               |          |          |          |                     |                     |                     |                            |                            |                            |       |       |       |
| 1.ª | 1997/98       | 11            | 16       | 2        | 0        | 0                   | 0                   | 0                   | 0                          | 0                          | 11                         | 16    | 2     |       |
| 1.ª | 1998/99       | 12            | 15       | 3        | 0        | 0                   | 0                   | 0                   | 0                          | 0                          | 12                         | 15    | 3     |       |
| 1.ª | 1999/00       | 2             | 1        | 1        | 0        | 0                   | 0                   | 0                   | 0                          | 0                          | 2                          | 1     | 1     |       |
| 1.ª | 2000/01       | 0             | 0        | 0        | 0        | 0                   | 0                   | 0                   | 0                          | 0                          | 0                          | 0     | 0     |       |
| Total club | Total club    | 25            | 32       | 6        | 0        | 0                   | 0                   | 0                   | 0                          | 0                          | 25                         | 32    | 6     |       |
| Blackburn Rovers Inglaterra |               |               |          |          |          |                     |                     |                     |                            |                            |                            |       |       |       |
| 1.ª | 2001/02       | 36            | 47       | 7        | 0        | 0                   | 0                   | -                   | -                          | -                          | 36                         | 47    | 7     |       |
| 1.ª | 2002/03       | 37            | 40       | 15       | 0        | 0                   | 0                   | 2                   | 3                          | 0                          | 39                         | 43    | 15    |       |
| 1.ª | 2003/04(5)    | 36            | 57       | 8        | 0        | 0                   | 0                   | -                   | -                          | -                          | 36                         | 57    | 8     |       |
| 1.ª | 2004/05       | 38            | 43       | 15       | 4        | 4                   | 2                   | -                   | -                          | -                          | 42                         | 47    | 17    |       |
| 1.ª | 2005/06       | 38            | 42       | 16       | 3        | 5                   | 1                   | -                   | -                          | -                          | 41                         | 47    | 17    |       |
| 1.ª | 2006/07       | 38            | 54       | 8        | 7        | 5                   | 4                   | 8                   | 6                          | 5                          | 53                         | 65    | 17    |       |
| 1.ª | 2007/08       | 36            | 44       | 8        | 2        | 5                   | 0                   | 4                   | 3                          | 2                          | 42                         | 52    | 10    |       |
| Total club | Total club    | 259           | 327      | 77       | 16       | 19                  | 7                   | 14                  | 12                         | 7                          | 289                        | 358   | 91    |       |
| Aston Villa Inglaterra |               |               |          |          |          |                     |                     |                     |                            |                            |                            |       |       |       |
| 1.ª | 2008/09       | 38            | 47       | 13       | 3        | 4                   | 1                   | 5                   | 5                          | 0                          | 46                         | 56    | 14    |       |
| 1.ª | 2009/10       | 38            | 39       | 15       | 4        | 9                   | 0                   | -                   | -                          | -                          | 42                         | 48    | 15    |       |
| 1.ª | 2010/11       | 38            | 59       | 7        | 5        | 8                   | 0                   | -                   | -                          | -                          | 43                         | 67    | 7     |       |
| Total club | Total club    | 114           | 145      | 35       | 12       | 21                  | 1                   | 5                   | 5                          | 0                          | 131                        | 171   | 36    |       |
| Tottenham Inglaterra |               |               |          |          |          |                     |                     |                     |                            |                            |                            |       |       |       |
| 1.ª | 2011/12       | 38            | 41       | 14       | 0        | 0                   | 0                   | 0                   | 0                          | 0                          | 38                         | 41    | 14    |       |
| 1.ª | 2012/13       | 10            | 16       | 0        | 0        | 0                   | 0                   | 1                   | 1                          | 0                          | 11                         | 17    | 0     |       |
| Total club | Total club    | 48            | 57       | 14       | 0        | 0                   | 0                   | 1                   | 1                          | 0                          | 49                         | 58    | 14    |       |
| Total carrera | Total carrera | Total carrera | 531      | 615      | 144      | 28                  | 40                  | 8                   | 20                         | 18                         | 7                          | 579   | 673   | 159   |
| (1)Incluye datos de la Postemporada de la MLS (1996, 1997) (2)Incluye datos de la Football League Cup (2005/06, 2006/07, 2007/08, 2009/10, 2010/11, 2011/12); FA Cup (2004/05, 2005/06, 2006/07, 2008/09, 2009/10, 2010/11); Community Shield (2010/11) (3)Incluye datos de la Copa UEFA (2002/03, 2006/07) Liga de Campeones de la UEFA (2004/05); UEFA Europa League (2007/08, 2008/09, 2009/10), Copa Intertoto de la UEFA (2007/08) (4)Sin datos detallados disponibles. (5)Friedel anotó un gol durante la temporada 2003/04 de la Premier League. |               |               |          |          |          |                     |                     |                     |                            |                            |                            |       |       |       |